# Orbeasca
Orbeasca es una comuna ubicada en el distrito de Teleorman, Rumania.

## Superficie
Posee una superficie de 111,7 kilómetros cuadrados.

## Demografía
Hasta 2021 la población era de 6472 habitantes, con una densidad de población de 57,97 habitantes por kilómetro cuadrado.